# Успение Богородично (Велвендо)
Вижте пояснителната страница за други значения на Успение Богородично.
„Успение Богородично“ (на гръцки: Κοιμήσεως της Θεοτόκου) е възрожденска православна църква, главен енорийски храм на южномакедонския град Велвендо, Егейска Македония, Гърция.
Църквата е централният енорийски храм на Велвендо. Изграждането ѝ започва в 1804 година, а е завършена в 1807 година. В архитектурно отношение е голяма трикорабна базилика. Църквата притежава изключително ценен резбован иконостас, в който има растителни мотиви, вази, слънца, двуглави орли, птици, животни и човешки фигури. Колоните, които разделят трите кораба, завършват със смесени коринтско-йонийски капители. В олтара се пази част от иконостаса на старата църква „Свети Йоан Предтеча“, на чието място е построена „Успение Богородично“. В църквата се пази икона на Богородица Одигитрия от късния XV век, дело на Критската школа. В 1873 година е построена хексагоналната камбанария.